# Los Músicos de Su Alteza
Los Músicos de Su Alteza es un conjunto musical creado en 1992 cuyo objetivo es la recuperación y difusión de las obras más destacables del patrimonio musical español de los siglos XVII y XVIII.
El conjunto «Los Músicos de su Alteza» se fundó en 1992 por Luís Antonio González Marín y que, además de este intérprete y musicólogo, que actúa como solista y director, agrupa a cantores e instrumentistas con experiencia en el repertorio barroco español y europeo, como Eduardo Fenoll (violín), José Pizarro (tenor), Josep María Martí (guitarra), Olalla Alemán (soprano), Pablo Prieto (violín) y Pedro Reula (violín). El grupo es considerado de referencia en la recuperación e interpretación de la música barroca y se ha ocupado de la investigación y reflexión sobre las fuentes musicales y las condiciones de la práctica musical histórica, del uso de instrumentos antiguos y de la técnica vocal e instrumental. Su repertorio abarca también la música europea desde Monteverdi hasta el Clasicismo vienés.
El grupo ha actuado en numerosos escenarios y en importantes festivales internacionales como el Festival de Ambronay, Festival Internacional de Músicas Sagradas de Friburgo, Festival de música barroca de Lyon, Auditorio Nacional de Música de Madrid, Festival de Música Antigua de Barcelona, Festival de Música Antigua de Daroca, Quincena Musical Donostiarra, Auditorio de Zaragoza, Exposición Internacional de Zaragoza de 2008, Festival de Almagro, Festival de Música Antigua de Aranjuez, Festival de Música Antigua de Sevilla, Festival Internacional en el Camino de Santiago, Semana de Música Antigua de Estella, Logroño y Vitoria, Festival de Música Antigua de Úbeda y Baeza, Semana Internacional de Música Antigua de Gijón, etc.
Desde 2008 graban para el prestigioso sello francés Alpha. Sus numerosas grabaciones discográficas han sido premiadas con varios galardones (Diapasón de Oro, Premio CD-Compact 2000, Muse d'Or, La Clef, Prelude Classical Music Awards 2010). En 2009 recibieron los premios Fundación Uncastillo y Defensor de Zaragoza. En 2017 fueron escogidos como orquesta residente del Auditorio de Zaragoza.
El grupo es miembro de GEMA, Asociación de Grupos Españoles de Música Antigua y desde 1994 colabora regularmente con el Departamento de Musicología del Consejo Superior de Investigaciones Científicas en Barcelona.

## Discografía
- In Ictu Oculi. Música española del siglo XVII. Arsis, 1996
- La música en La Seo de Zaragoza (libro & CD) Prames
- Juan Cabanilles Tientos y passacalles, villancico Mortales que amáis. Dorian 1999
- Terra Tremuit. Música española del siglo XVII para la Semana Santa Arsis, 2000
- José de Nebra Miserere, escena de El diablo mudo Ediciones Música Antigua de Aranjuez, 2006. MAA 005
- Joseph Ruiz Samaniego La vida es sueño Alpha 2010
- José de Nebra Amor aumenta el valor (1728) Alpha 2011
- Il tormento e l'estasi; Luigi Rossi Il peccator pentito; Domenico Mazzocchi Pentito si rivolge a Dio; Giacomo Carissimi Jephte Alpha 2012.

El grupo también realizado representaciones de Doña María Bárbara de Portugal, que goza de Dios (1758), La divina Filotea (1745) de Nebra y Siete Palabras de Cristo en la Cruz de Francisco García Fajer.